# Coleoseptoria ephedrae
Coleoseptoria ephedrae är en svampart som först beskrevs av Bernhard Auerswald, och fick sitt nu gällande namn av Franz Petrak 1940. Coleoseptoria ephedrae ingår i släktet Coleoseptoria, divisionen sporsäcksvampar och riket svampar.   Inga underarter finns listade i Catalogue of Life.